# Scots Wha Hae

Scots Wha Hae (en anglais : Scots, Who Have, en gaélique écossais : Brosnachadh Bhruis) est une chanson patriotique écossaise écrite en scots qui a été utilisée comme hymne national officieux de l'Écosse. Depuis il a été remplacé par Scotland the Brave, puis par Flower of Scotland.

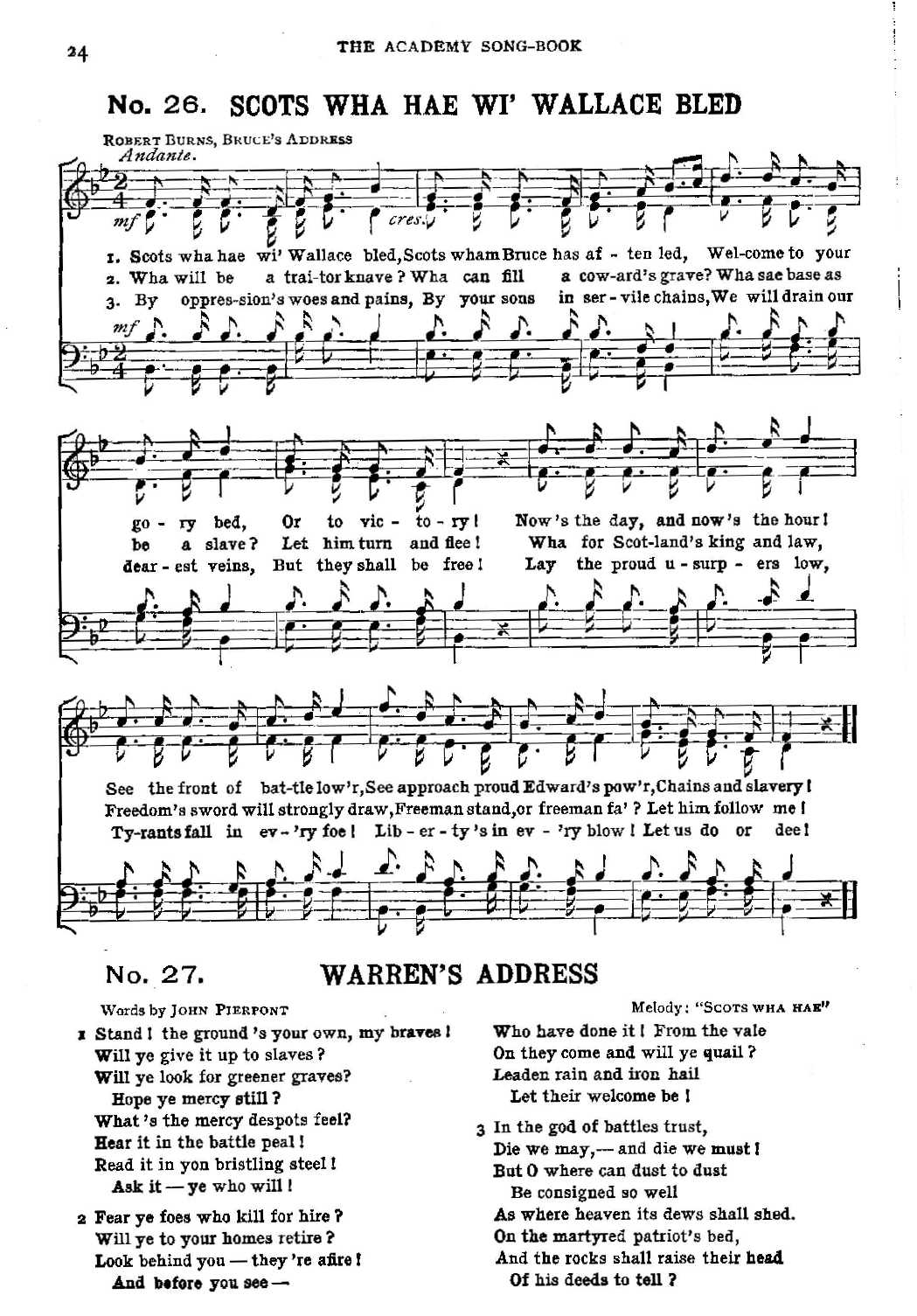
Scots Wha Hae

Les paroles, dues au poète écossais Robert Burns en date de 1793, commencent par ces mots : « Nous sommes écossais par le sang des Wallace… », et font référence à une harangue qu'aurait pu prononcer Robert Bruce à ses troupes avant la bataille de Bannockburn, qui vit l'écrasante victoire des Écossais sur les Anglais en 1314.
Pour écrire ce chant, Burns s’est basé sur un vieil air patriotique traditionnel écossais « Hey Tuttie Tattie », dont le titre est supposé imiter le son d’une trompette, qui aurait été justement joué par l’armée de Bruce avant la bataille de Bannockburn. Sous l'appellation de Fill up your bumpers high (« remplissez vos coupes à ras bord »), il aurait servi de chant de rassemblement aux Jacobites en 1718. 
Cet air aurait également été joué par les troupes écossaises accompagnant Jeanne d’Arc entrant dans Orléans après la levée du siège de la ville par les Anglais le 8 mai 1429. Il aurait aussi été joué par la garde écossaise personnelle du roi de France lorsque ce dernier alla se faire sacrer à Reims. Pour le chroniqueur musical Thierry Bouzard, cette éventualité est contestée par le fait que la « Pucelle » ne disposait pas de musique dans son armée, hormis des « musiciens d’ordonnance ». Selon lui, il  faudra attendre le règne de Louis XIV pour entendre les premières compositions musicales militaires. Cette anecdote n'est d'ailleurs confirmée par aucun écrit.
Scots Wha Hae est l'hymne du Parti national écossais.

## Paroles
| Paroles originales en scots 'Scots, wha hae wi Wallace bled, Scots, wham Bruce has aften led, Welcome tae yer gory bed, Or tae victorie. | Traduction anglaise 'Scots, who have with Wallace bled, Scots, whom Bruce has often led, Welcome to your gory bed Or to victory.        | Traduction en gaélique écossais Fheachd Alba, thug le Uallas buaidh, 'S tric fo Bhrus bha 'n cogadh cruaidh, Fàilte dhuibh gu fois na h-uaigh, No gu buaidh is sìth. |
| 'Now's the day, an now's the hour: See the front o battle lour, See approach proud Edward's power – Chains and Slaverie.                 | 'Now is the day, and now is the hour: See the front of battle lower (threaten), See approach proud Edward's power – Chains and slavery. | Seo an latha – an uair seo tha, Feuch fo 'n cruaidh a-nuas mar sgàil, Feachd na h-uaill fo Ionbhar dàn', Dhèanamh thràillean dinn.                                   |
| 'Wha will be a traitor knave? Wha will fill a coward's grave? Wha sae base as be a slave? Let him turn an flee.                          | 'Who will be a traitor knave? Who will fill a coward's grave? Who's so base as be a slave? – Let him turn, and flee.                    | Cò 'na shloightear, feallta, fuar? Cò 'na ghealtar dh'iarradh uaigh? Cò 'na thràill fo shail luchd-fuath? Clis bi bhuam fhir-chlith.                                 |
| 'Wha, for Scotland's king and law, Freedom's sword will strongly draw, Freeman stand, or Freeman fa, Let him on wi me.                   | 'Who for Scotland's King and Law Freedom's sword will strongly draw, Freeman stand or freeman fall, Let him follow me.                  | Cò às leth a Thìr, 's a Còir Thairrneas stàillinn chruaidh 'na dhòrn? Buaidh an àird, no bàs le glòir! Lean a dheòin do Rìgh.                                        |
| 'By Oppression's woes and pains, By your sons in servile chains! We will drain our dearest veins, But they shall be free.                | 'By oppression's woes and pains, By your sons in servile chains, We will drain our dearest veins But they shall be free.                | Air ar bruid fo shluagh neo-chaomh, Air bhur n-àl an sàs san daors', Tràighidh sinn ar fuil 's an raon, Bheir sinn saors' d' ar linn.                                |
| 'Lay the proud usurpers low, Tyrants fall in every foe, Liberty's in every blow! – Let us do or dee.                                     | 'Lay the proud usurpers low, Tyrants fall in every foe, Liberty is in every blow, Let us do or die!'                                    | Sìos na coimhich bhorb gur bas! Sreath gun ìochd – gach ceann thig 'bhàin, Saorsa thig an lorg gach stràic. Buaidh no bàs man till.                                  |

## LaMarche des soldats de Robert Bruce
La marche militaire Marche des soldats de Robert Bruce ou Marche de Robert Bruce (ou encore Marche de Jeanne d'Arc et Marche des volontaires de Robert Bruce) est une orchestration pour les fanfares militaires de l'armée française rapportée par Léonce Chomel  dans son ouvrage Marches historiques, chants et chansons des soldats de France (1912). Elle reprend le thème de Scots Wha Hae. Cette marche est notamment jouée lors de la revue des troupes.
Cette version militaire connaît une variante intitulée Rappelle-toi Jeanne, qui est un chant militaire et chrétien dont les paroles sont tirées d'un poème de Sainte Thérèse de Lisieux.